# ککولن
ککولن(به انگلیسی: Kekulene) یک هیدروکربن آروماتیک چند حلقه‌ای و یک سیرکولن با فرمول شیمیایی C۴۸H۲۴ است. این ماده اولین بار در سال ۱۹۷۸ سنتز شد و به افتخار آگوست ککوله، کاشف ساختار مولکول بنزن، نامگذاری شد.